# Castro de Alvarelhos

O Castro de Alvarelhos localiza-se próximo de Alvarelhos, na atual freguesia portuguesa de Alvarelhos e Guidões, Município de Trofa, na serra de Santa Eufémia,  Distrito do Porto.
Está classificado como Monumento Nacional desde 1910.

## História
O Castro de Alvarelhos é um sítio arqueológico que teve várias épocas de ocupação, dos finais da Idade do Bronze à Idade Média, e delas guarda vestígios materiais e arquitectónicos.
A sua localização na encosta voltada ao fértil vale aluvionar é sugestiva do carácter agro-pastoril das comunidades que o habitaram ao longo dos tempos.
A ocupação deste local durante a Idade do Bronze está documentada por cerâmicas polidas e carenadas, machados em pedra polida e laminas em sílex, sendo por ora desconhecidos vestígios de construções coevos.
Durante a Idade do Ferro aparece-nos designado como “castellvm madiae” -o castro dos madequisenses- povo indígena que aqui habitou documentadamente a partir do século II antes de Cristo. A proximidade da via romana, troço Cale-Bracara, documentada por um miliário encontrado na área do povoado, reforça a importância geo-estratégica deste núcleo urbano.
Este longo percurso sob o domínio romano durou até aos finais do império, e foi o mais marcante para a configuração deste sítio arqueológico.  A partir de meados do século V d.C. e talvez na sequência de um amplo incêndio, a população debandou, ou circunscreveu-se a espaços ainda não detectados pela Arqueologia, pelo que este núcleo urbano, enquanto tal, é definitivamente abandonado.
As fases de ocupação seguintes são pontuais, reportando-se a uma pequena fortificação no Monte de S. Marçal, entre os séculos IX e XII, e uma igreja com cemitério, datável entre meados dos séculos XII e XVI.

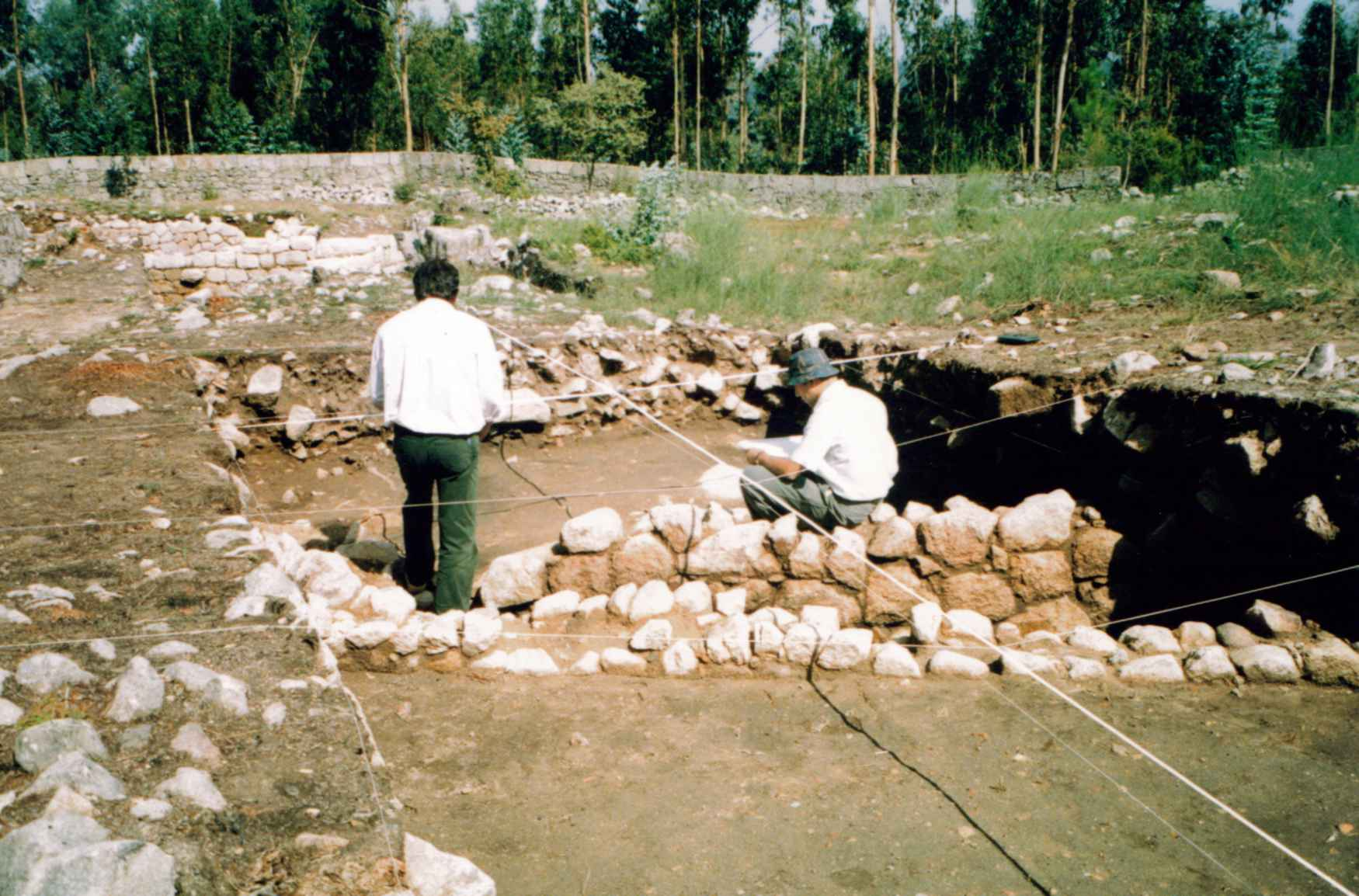
Castro de Alvarelhos - Campanha arqueológica

## Visitas
O Castro possui um percurso interpretativo que complementa visitas autónomas.
Marcação de visitas guiadas: 252400090 | patrimoniocultural@mun-trofa.pt

## Textos de apoio
- «Página da Câmara Municipal da Trofa»